# Pizda materina
Pizda materina je četvrti studijski album sastava Brkovi, samostalno objavljen 8. ožujka 2014. godine. U sklopu promocije albuma nastupili su na rasprodanom koncertu u zagrebačkom klubu Tvornica. Također, objavili su tri spota, za pjesme "Balkan star", "Samo pijan mogu", obradu pjesme turbofolk pjevača Bane Bojanića te "Ja sam uniforma", obradu pjesme zagrabačkog rockera Jure Klavijature.

## Popis pjesama
| 1.    | »Intro - Figaro«           | 0:48 |
| 2.    | »Prava ljubav«             | 2:05 |
| 3.    | »Pizda materina«           | 2:41 |
| 4.    | »Nije život cvjetno polje« | 3:01 |
| 5.    | »Uspomene«                 | 3:36 |
| 6.    | »Slušaj sada dobro«        | 2:58 |
| 7.    | »Nevjernica«               | 2:33 |
| 8.    | »Balkan star«              | 3:33 |
| 9.    | »Ja sam uniforma«          | 2:58 |
| 10.   | »Samo pijan mogu«          | 2:42 |
| 11.   | »Samac«                    | 4:12 |
| 30:54 |                            |      |

## Vanjske poveznice
- Brkovi - službena stranica